# الدوري الألماني الشرقي 1975–76
الدوري الألماني الشرقي 1975–76 هو الموسم 29 من الدوري الألماني الشرقي. أقيم خلال الفترة 23 أغسطس 1975 وحتى 15 مايو 1976، وأشرف على تنظيمه الاتحاد الأوروبي لكرة القدم، وكان عدد الأندية المشاركة فيه 14، وفاز فيه دينامو دريسدن.